# Coelioxys foveolata
Coelioxys foveolata är en biart som beskrevs av Smith 1854. Coelioxys foveolata ingår i släktet kägelbin, och familjen buksamlarbin. Inga underarter finns listade i Catalogue of Life.